# Wels-Land (distrito)
| Distrito de Wels-Land                                          |                                          |
| Estado                                                         | Alta Áustria                             |
| Capital                                                        | Wels                                     |
| Área                                                           | 457,66 km²                               |
| População                                                      | 67 175 habitantes (1 de janeiro de 2010) |
| Densidade                                                      | 147 hab./km²                             |
| Website                                                        | Site oficial                             |
| Localização de Distrito de Wels-Land no estado de Alta Áustria |                                          |
|                                                                |                                          |

Wels-Land é um distrito da Áustria localizado no estado da Alta Áustria.

## Cidadee e municípios
Wels-Land possui 24 municípios, sendo um, Marchtrenk, com estatuto de cidade (Stadtgemeinde) e nove com estatuto de mercado (Marktgemeinde):

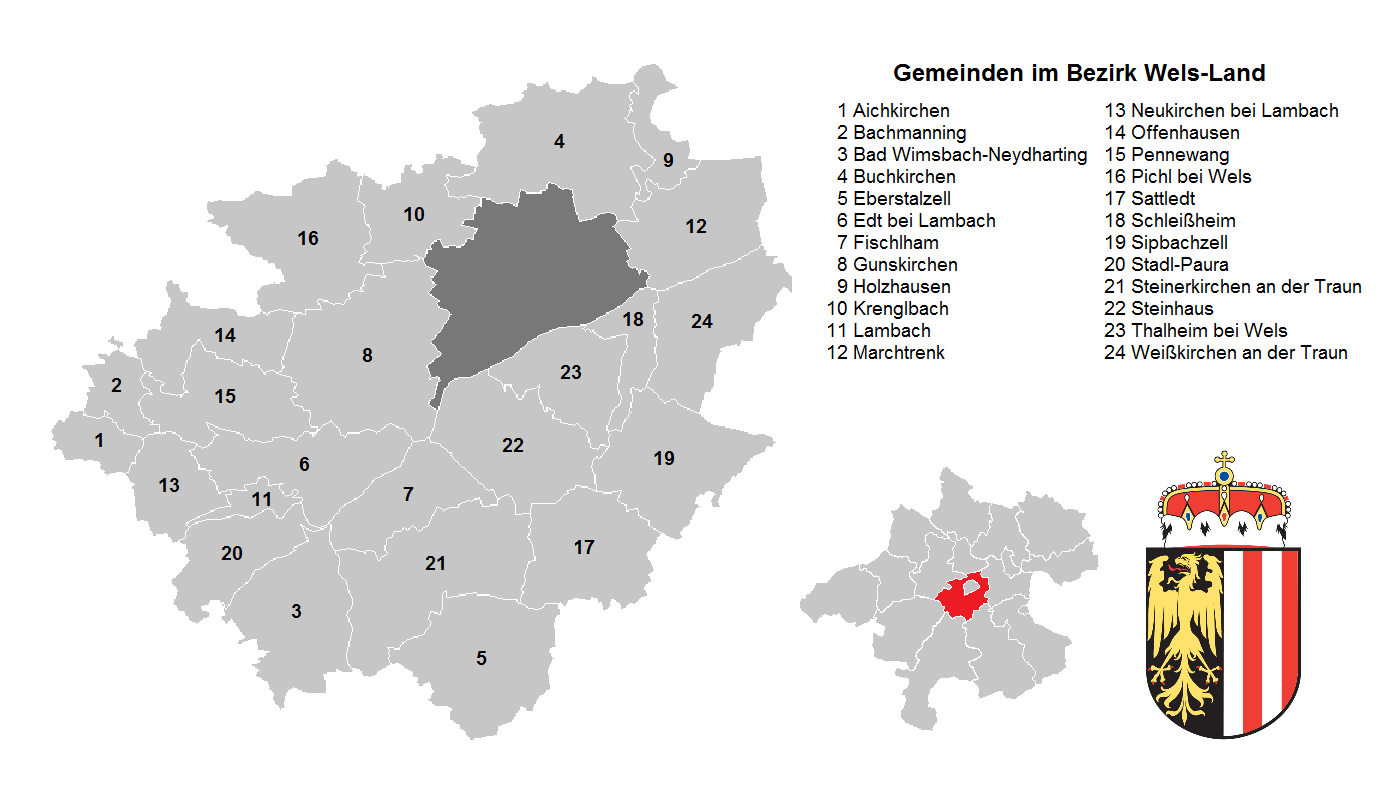
Cidades e municípios do Distrito de Wels-Land

| Cidade: - Marchtrenk Mercados: - Bad Wimsbach-Neydharting - Buchkirchen - Gunskirchen - Lambach (Alta Áustria) - Offenhausen - Sattledt - Stadl-Paura - Steinerkirchen an der Traun - Thalheim bei Wels | Municípios: - Aichkirchen - Bachmanning - Eberstalzell - Edt bei Lambach - Fischlham - Holzhausen - Krenglbach - Neukirchen bei Lambach - Pennewang - Pichl bei Wels - Schleißheim - Sipbachzell - Steinhaus - Weißkirchen an der Traun |